# 1962–1963-as vásárvárosok kupája
Az ötödik alkalommal kiírásra kerülő Vásárvárosok kupája az 1962–1963-as idényben került megrendezésre. A győztes a Valencia CF lett.

## Első forduló
| 1. csapat         | Össz. | 2. csapat            | 1. mérk. | 2. mérk. |
| ----------------- | ----- | -------------------- | -------- | -------- |
| Sampdoria         | 3–0   | Aris                 | 1–0      | 2–0      |
| Viktoria Köln     | 5–7   | Ferencváros          | 4–3      | 1–4      |
| Petrolul Ploiești | 5–0   | Spartak Brno         | 4–0      | 1–0      |
| Vojvodina         | 1–2   | Leipzig XI           | 1–0      | 0–2      |
| Bázel XI          | 0–3   | FC Bayern München    | 0–3      | –        |
| Drumcondra        | 6–5   | Odense XI            | 4–1      | 2–4      |
| Porto             | 1–2   | NK Dinamo            | 1–2      | 0–0      |
| Marseille         | 3–4   | Union SG             | 1–0      | 2–4      |
| Valencia          | 6–4   | Celtic               | 4–2      | 2–2      |
| Everton           | 1–2   | Dunfermline Athletic | 1–0      | 0–2      |
| Utrecht XI        | 5–3   | Tasmania Berlin      | 3–2      | 2–1      |
| Hibernian         | 7–2   | Stævnet              | 4–0      | 3–2      |
| Glentoran         | 2–8   | Real Zaragoza        | 0–2      | 2–6      |
| Altay             | 3–13  | Roma                 | 2–3      | 1–10     |
| Rapid Vienna      | 1–2   | Crevena zvezda       | 1–1      | 0–1      |
| Belenenses        | 2–21  | Barcelona            | 1–1      | 1–1      |

1A Barcelona az újrajátszást 3–2-re nyerte.

## Második forduló
| 1. csapat         | Össz. | 2. csapat            | 1. mérk. | 2. mérk. |
| ----------------- | ----- | -------------------- | -------- | -------- |
| Sampdoria         | 1–6   | Ferencváros          | 1–0      | 0–6      |
| Petrolul Ploiești | 1–11  | Leipzig XI           | 1–0      | 0–1      |
| FC Bayern München | 6–1   | Drumcondra           | 6–0      | 0–1      |
| NK Dinamo         | 2–22  | Union SG             | 2–1      | 0–1      |
| Valencia          | 6–63  | Dunfermline Athletic | 4–0      | 2–6      |
| Utrecht XI        | 1–3   | Hibernian            | 0–1      | 1–2      |
| Real Zaragoza     | 4–5   | Roma                 | 2–4      | 2–1      |
| Crvena zvezda     | 3–34  | Barcelona            | 3–2      | 0–1      |

## Negyeddöntő
| 1. csapat         | Össz. | 2. csapat         | 1. mérk. | 2. mérk. |
| ----------------- | ----- | ----------------- | -------- | -------- |
| Ferencváros       | 2–1   | Petrolul Ploiești | 2–0      | 0–1      |
| FC Bayern München | 1–4   | NK Dinamo         | 1–4      | 0–0      |
| Valencia          | 6–2   | Hibernian         | 5–0      | 1–2      |
| Roma              | 3–2   | Crvena zvezda     | 3–0      | 0–2      |

## Elődöntő
| 1. csapat   | Össz. | 2. csapat | 1. mérk. | 2. mérk. |
| ----------- | ----- | --------- | -------- | -------- |
| Ferencváros | 1–3   | NK Dinamo | 0–1      | 1–2      |
| Valencia    | 3–1   | Roma      | 3–0      | 0–1      |

## Döntő
| 1. csapat | Össz. | 2. csapat | 1. mérk. | 2. mérk. |
| --------- | ----- | --------- | -------- | -------- |
| NK Dinamo | 1–4   | Valencia  | 1–2      | 0–2      |

### 1. mérkőzés
| 1963. június 12. |

| Dinamo Zagreb | 1–2   | Valencia              |
| ------------- | ----- | --------------------- |
| Zambata 13'   | (1–0) | Waldo 64' Urtiaga 67' |

| Makszimir Stadion, Zágráb Nézőszám: 40 000 Játékvezető: Giuseppe Adami (olasz) |

### 2. mérkőzés
| 1963. június 26. |

| Valencia           | 2–0   | Dinamo Zagreb |
| ------------------ | ----- | ------------- |
| Mañó 68' Nuñez 78' | (0–0) |               |

| Estadio Mestalla, Valencia Nézőszám: 55 000 Játékvezető: Kevin Howley (angol) |

| Az 1962–1963-as vásárvárosok kupája győztese |
| -------------------------------------------- |
| Valencia CF 2. cím                           |